# Pestsarg

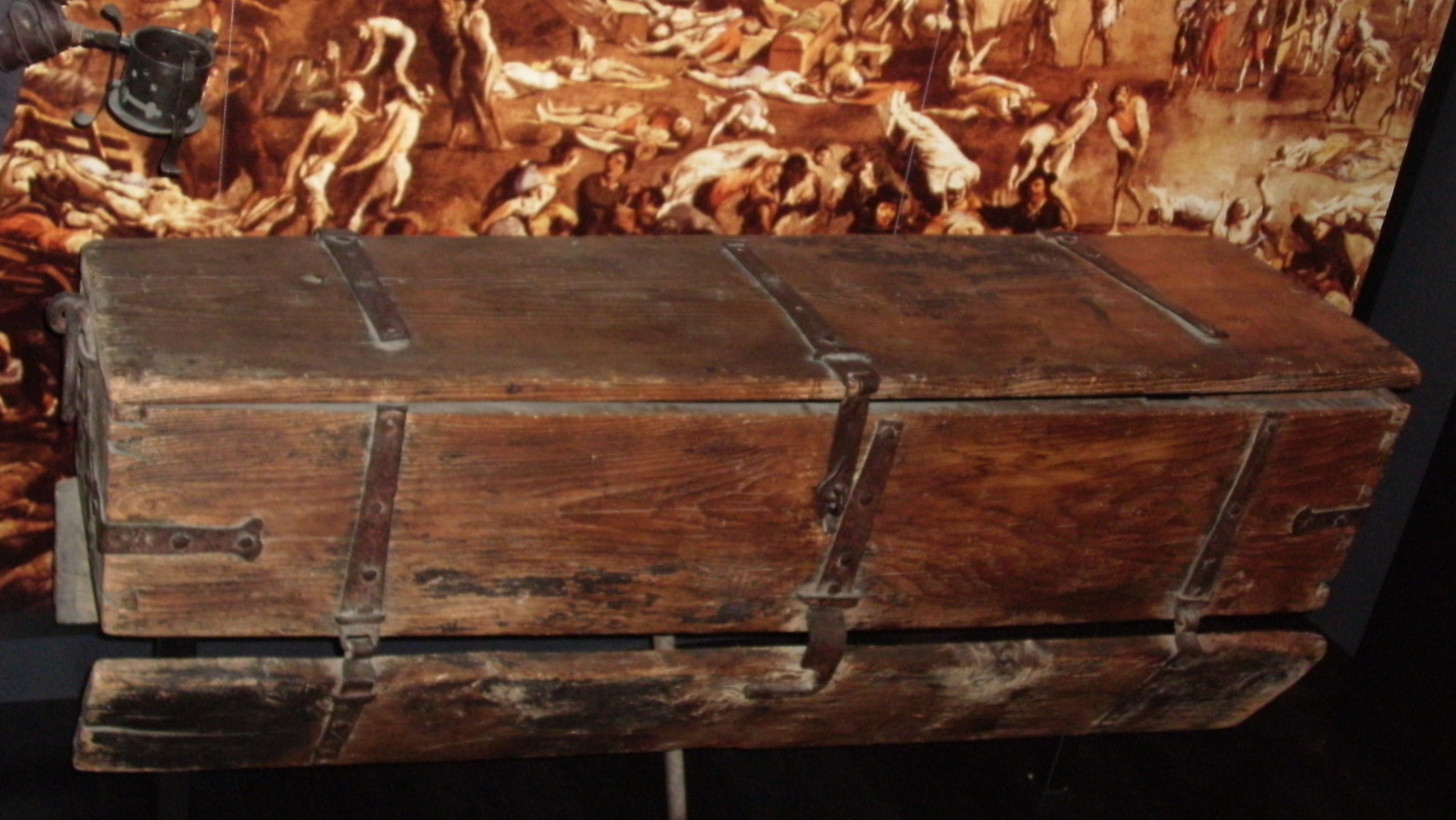
Pestsarg im Medizinhistorischen Archiv der Universität Zürich

Der Pestsarg (früher auch Beulentotenbaum genannt) ist  ein wiederverwendbarer Sarg, der während der Pestepidemien anstelle von individuellen Särgen verwendet wurde. Formal unterscheidet sich ein solcher Pestsarg jedoch nicht vom üblichen wiederverwendbaren Transportsarg (Gemeindesarg), der vom Spätmittelalter bis ins 19. Jahrhundert bei sargloser Bestattung benutzt wurde.
Charakteristisch für die meisten Pestsärge ist, dass sie neben der Deckelklappe zwei Klappen an der Unterseite besaßen. Diese Bodenklappen konnten durch einen besonderen Mechanismus geöffnet werden, sodass der Leichnam direkt ins Grab fiel. Dadurch konnte der Sarg für viele weitere Tote verwendet werden. 
Da während solcher Epidemien wegen der vielen Todesfälle Sargmangel herrschte, erlaubte der Pestsarg eine ehrenvollere Bestattung als die sonst übliche Beisetzung in Massengräbern.
Bei den meisten heute als Pestsarg bezeichneten Klappsärgen dürfte es sich allerdings um gewöhnliche Gemeindesärge handeln. Eine Spätform ist der 1784, also erst nach Ende der Pestzüge, kurzfristig auf kaiserlichen Erlass hin eingeführte Josephinische Sparsarg.